# Phong Nặm
Phong Nặm là một xã thuộc huyện Trùng Khánh, tỉnh Cao Bằng, Việt Nam.

## Địa lý
Xã Phong Nặm nằm ở phía đông bắc huyện Trùng Khánh, có vị trí địa lý:
- Phía đông giáp xã Ngọc Khê
- Phía tây và phía nam giáp xã Khâm Thành
- Phía bắc giáp Trung Quốc.

Xã Phong Nặm có diện tích 28,93 km², dân số năm 2019 là 1.281 người, mật độ dân số đạt 44 người/km².
Xã có khu bảo tồn sinh cảnh vượn cao vít, nằm trên địa bàn hai xã Phong Nặm và Ngọc Khê, bảo tồn loài vượn cao vít.
Nhiệt độ không khí bình quân năm là 19,8 °C; mùa lạnh thường kéo dài từ tháng 10 đến tháng 4 năm sau. Trong đó từ tháng 12 đến tháng 2 nhiệt độ trung bình thấp hơn 15 °C. Hai nhánh sông Quây Sơn chảy qua các xóm Đà Bè, Nà Hâu, Giốc Rùng của xã Phong Nặm và chảy về xã Ngọc khê, có chiều dài 14 km, rộng trung bình 80m. Hai nhánh này gặp nhau tại Giàng Nốc. Trên địa bàn xã có các ngọn núi: Bang Nặc, Đa Bê, Keo Tăn, Khan Mín, Lũng En, Lũng Biên, Lũng Cô, Lũng Lợi, Lũng Mằn, Lũng Páo, Lũng Riên, Lũng Rùng.

## Lịch sử
Sau năm 1975, Phong Nặm là một xã thuộc huyện Trùng Khánh.
Đến năm 2019, xã Phong Nặm được chia thành 12 xóm: Bài Ban - Canh Cấp, Đà Bút - Nà Đoan, Giốc Man, Lũng Điêng, Kéo Việng, Nà Chang, Nà Hâu, Nà Thông, Lũng Rỳ, Đà Bè, Giốc Rùng, Pác Đông.
Ngày 9 tháng 9 năm 2019, Hội đồng Nhân dân tỉnh Cao Bằng ban hành Nghị quyết số 27/NQ-HĐND về việc:
- Sáp nhập hai xóm Lũng Điêng và Lũng Rỳ thành xóm Lũng Điêng - Lũng Rỳ
- Sáp nhập hai xóm Pác Đông và Nà Thông thành xóm Nà Thông - Pác Đông
- Sáp nhập hai xóm Đà Bút - Nà Đoan và Giốc Rùng thành xóm Đà Bút - Nà Đoan - Giộc Rùng.

## Hành chính
Xã Phong Nặm được chia thành 9 xóm: Bài Ban - Canh Cấp, Đà Bút - Nà Đoan - Giộc Rùng, Đà Bè, Giốc Man, Kéo Việng, Lũng Điêng - Lũng Rỳ, Nà Chang, Nà Hâu, Nà Thông - Pác Đông.

## Danh nhân
Đây là quê hương của Anh hùng Lực lượng vũ trang nhân dân Việt Nam La Văn Cầu.